# Iğdır Spor Kulübü
L'Iğdır Spor Kulübü, noto come Iğdırspor, è stata una società calcistica di Iğdır, in Turchia, fondata nel 1952 e sciolta nel 2014.
Il club giocava le gare casalinghe allo stadio Iğdır Şehir, che ha una capacità di 5.000 posti a sedere.

## Campionati
- TFF 2. Lig: 2001-2004
- TFF 3. Lig: 1990-1991, 1997-2001, 2004-2007
- Bölgesel Amatör Lig: 1952-1990, 1991-1997, 2007
- Amatör Futbol Ligleri: ?

## Palmarès
- TFF 3. Lig: 1

2000-2001